# دور السود
الدور السود، هي منطقة تقع في حي المنصور في بغداد قرب منطقة الداوودي، وقرب حي الإسكان وساحه اللقاء ومزاد الزهور.

## التسمية
يعود سبب تسمية الدور السود بهذا الاسم لأنها بنيت بمادة البلوك، وهي تتكون من أسمنت مع حصى فكان لون بيوتها أسود، فسميت بهذا الاسم. وهي تحاذي سكة القطار.